# Escrime en Tunisie
 (février 2024).
 (février 2024).
Si vous disposez d'ouvrages ou d'articles de référence ou si vous connaissez des sites web de qualité traitant du thème abordé ici, merci de compléter l'article en donnant les références utiles à sa vérifiabilité et en les liant à la section « Notes et références ».
L'escrime est apparue en Tunisie avec l'instauration du protectorat français de Tunisie à la fin du XIXe siècle. La Tunisie est au début du XXIe siècle l'une des places fortes de l'escrime en Afrique avec l'Égypte, le Maroc et le Sénégal.

## Histoire
La première trace d'une structure officielle permettant la pratique de l'escrime en Tunisie remonte à 1900. Cette année-là, le maître d'armes Noël Martinetti crée la première école d'escrime sur le territoire. Auparavant, cette pratique est réservée aux cadres de l'armée française et pratiquée au sein des casernes.
Le nombre de clubs augmente rapidement : on en dénombre 16 en 1928. Ceux-ci sont cependant communautaires et se forment au sein de chaque groupe : Français, les Juifs, Italiens ou encore Maltais ; les populations musulmanes en sont exclues, sauf en cas de dérogation spéciale.
Avec l'indépendance du pays, l'escrime se structure autour de la Fédération tunisienne d'escrime (FTE) fondée le 1er juin 1958. Elle est reconnue d'utilité publique par le gouvernement le 20 octobre 1960.

## Organisation
L'escrime en Tunisie est organisé par la FTE.

## Compétitions
Les championnats de Tunisie constituent la compétition majeure au niveau national.
La Fédération tunisienne d'escrime organise depuis quelques années une épreuve de la coupe du monde senior de sabre masculin individuel, ayant lieu habituellement durant le deuxième week-end de mars.

## Clubs
- Ariana : Avenir Ariana
- Bizerte : Espoir sportif Bihira Bizerte
- Le Kef : Association sportive militaire du Kef
- Monastir : Jeunesse sportive de Moknine, Club d'escrime de Monastir
- Nabeul : Club des sports individuels de Nabeul, Essor sportif féminin de Nabeul, Cercle d'escrime Hammamet, Club d’escrime Sarra-Berrazaga de Nabeul, Association féminine olympique de Nabeul
- Sfax : Stade sportif sfaxien
- Sidi Bouzid : Club d'escrime de Ben Aoun
- Tunis : Al Hilal sports de Tunis, Association sportive féminine de Tunis, Association sportive militaire de Tunis

## Escrimeurs

### Escrimeurs emblématiques
- Si vous ne connaissez pas le sujet, laissez ce bandeau (vous pouvez alors contacter les auteurs).
- Si vous supprimez le contenu mis en cause (vous pouvez préalablement contacter les auteurs),

argumentez précisément cette suppression dans la page de discussion
(un manque de référence n'est pas un argument ; une recherche réelle de référence doit avoir été effectuée, être formellement documentée).

#### 1929-1956
- Angelo Luisada : premier champion de Tunisie d'épée en 1929-1930
- Albert Alagna
- Dr Constantino[Qui ?] : champion de Tunisie au fleuret en 1922, 1923, 1925 et 1927 et à l'épée en 1925
- Denis Scemama
- Philippe Rallo : champion de Tunisie au fleuret en 1933, 1934, 1936 et 1937 et champion d'Afrique du Nord en 1933
- Joseph Farrugia : champion de Tunisie et d'Afrique du Nord à l'épée en 1933 et 1934 et champion de Tunisie au sabre en 1937 et 1938
- Alberto Pellegrino : champion de Tunisie du fleuret en 1949, 1950 et 1951 ; il rejoint par la suite l'équipe d'Italie avec laquelle il remporte notamment le championnat du monde au fleuret par équipes en 1955 et le doublé à l'épée (individuel et par équipes) en 1958 ainsi que deux médailles d'or et trois médailles d'argent aux Jeux olympiques

#### 1956-2000
- Raoul Barouch
- Ali Annabi
- Jean Khayat
- Norbert Brami
- Tahar Bedoui
- Ali Belhaj
- Rached Haj Romdhan
- Slim Bouhadida
- Salah Jeljeli
- Khaled Jaziri
- Mondher Guermezi
- Mohamed Bouanen
- Zied Feriani
- Haythem Habbège
- Moncef Ben Jilani
- Boubaker Kabtani
- Slah Kabtani
- Habib Mohdhi
- Salah Ferjani
- Mounira Haddad
- Hichem Karchoud
- Sihem Ben Aissa
- Habib Mohdhi
- Lamjed Djemal
- Dhaw Salhi
- Zouhaier Torkhani
- Mohamed Ali Bechir
- Jamel Ferjani
- Hassen Zouari
- Irina Njoumi
- Najoua Ben Ghazi Bahri
- Hayet Ben Ghazi Besbes
- Henda Zaouali

#### 2000-2020
- Mohamed Rebaï : champion d'Afrique 2001 à 2007
- Souhaieb Sakrani : champion d'Afrique 2010
- Maher Ben Aziza : deux participations olympiques (Sydney 2000 et Athènes 2004)
- Karim Kamoun : vice-champion d'Afrique 2008
- Maher Chourou : champion d'Afrique par équipes 2007
- Ghassen Laabidi
- Mohamed Ben Aziza : champion d'Afrique par équipes 2007
- Jawher Miled : médaille de bronze au championnat d'Afrique 2010
- Sondes Samandi
- Chaima Fathalli : championne d'Afrique par équipes 2006 à 2009
- Hela Besbes : championne d'Afrique 2007 et championne arabe 2006 et 2007
- Meriem Hayouni : médaille de bronze au championnat d'Afrique 2010
- Hajer Hayouni
- Imène Ben Chaabane  : vice-champion d'Afrique 2007 et 2008
- Mariem Fazzani : championne d'Afrique par équipes 2007 et 2009